# 蠟筆小新：謎案！天下春日部學院的怪奇事件
《蠟筆小新：謎案！天下春日部學院的怪奇事件》是一部2021年日本動畫電影，由高橋涉執導，上野貴美子編劇，改編自漫畫家臼井儀人創作的漫畫系列《蠟筆小新》，同時也是該系列第29部劇場動畫。宣傳標語為 「青春是汗水與淚水，以及謎案事件！？」。電影原定於2021年4月23日在日本上映，受2019冠狀病毒病疫情影響，電影延期至2021年7月30日在日本上映。

## 概要
- 導演由曾執導《蠟筆小新：大對決！機器人爸爸的反擊》、《蠟筆小新：爆睡！夢世界大作戰》和《蠟筆小新：功夫小子～拉麵大亂鬥～》的高橋涉擔任，腳本由曾負責《蠟筆小新：我的搬家物語 仙人掌大襲擊》和《蠟筆小新：功夫小子～拉麵大亂鬥～》的上野貴美子擔任。
- 本作是以「青春」和「偵探」為主題，並以天下春日部學院為舞台的作品。
- 本作是首次以「春日部防衛隊」的風間和小新成為共同主角，而且是繼《蠟筆小新：功夫小子～拉麵大亂鬥～》後相隔三年再以「春日部防衛隊」為故事主角的電影動畫。

## 登場角色
| 角色       | 配音員     | 配音員   | 配音員   |
| 角色       | 日本       | 臺灣     | 香港     |
| 原著角色   | 原著角色   | 原著角色 | 原著角色 |
| ---------- | ---------- | -------- | -------- |
| 野原新之助 | 小林由美子 | 曾允凡   | 王慧珠   |
| 野原美冴   | 楢橋美紀   | 王瑞芹   | 譚淑英   |
| 野原廣志   | 森川智之   | 于正昇   | 黃志明   |
| 野原向日葵 | 興梠里美   | 吳貴竹   | 張彩虹   |
| 野原小白   | 真柴摩利   | 徐瑀甄   | 張彩虹   |
| 風間徹     | 真柴摩利   | 吳貴竹   | 周恩恩   |
| 櫻田妮妮   | 林玉緒     | 王瑞芹   | 陳子瑩   |
| 佐藤正男   | 一龍齋貞友 | 宋昱璁   | 張彩虹   |
| 阿呆       | 佐藤智惠   | 于正昇   | 姜麗儀   |
| 風間峰子   | 玉川砂記子 | 曾允凡   | 陳子瑩   |
| 本作角色   |            |          |          |
| 阿月千潮   | 廣橋涼     | 林美秀   | 余倩盈   |
| 豆澤流石   | 村瀨步     | 孟慶府   | 黃尉斯   |
| 膨萩椋美   | 山口太郎   | 陳幼文   | 黃志明   |
| 露露       | 齋藤彩夏   | 劉如蘋   |          |
| 番長       | 稻田徹     | 陳幼文   | 林筠翔   |
| 脇野澄子   | 龜井芳子   | 林美秀   | 姜麗儀   |
| 歐茲姆     | 佐久間玲   | 徐瑀甄   |          |
| 揚羽       | 仲里依紗   | 劉如蘋   |          |
| 增尾       | 水島大宙   |          |          |
| 不破醬     | 不破醬     | 徐瑀甄   |          |
| 溜溜球     | 長田庄平   | 孟慶府   |          |
| 便當袋     | 松尾駿     | 于正昇   |          |

## 沿革
- 2020年12月14日，公佈《蠟筆小新：謎案！天下春日部學院的怪奇事件》消息和釋出首支預告片，並預定在2021年4月23日在日本上映[2][3]。
- 2021年2月4日，公佈仲里依紗、福娃酱、長田庄平和松尾駿作為來賓聲優特別出演電影[4]。
- 2021年3月1日，公佈主題曲由通心粉铅笔演唱以及釋出最預告片[5]。
- 2021年3月9日，公佈廣橋涼、村瀨步、山口太郎、齋藤彩夏、稻田徹、龜井芳子和佐久間玲加盟聲優陣容[6]。
- 2021年4月22日，在上映日前一天宣佈受2019冠狀病毒病疫情影響，電影將延期上映。此外，原定於4月24日舉行的公開紀念舞台也將取消[7][8][9]。
- 2021年6月26日，宣佈電影將於2021年7月30日在日本上映[10]。

## 製作人員
- 原作：臼井儀人
- 導演：高橋涉
- 腳本：上野貴美子
- 製作公司：SHIN-EI動画、朝日電視台、旭通廣告、雙葉社
- 發行商：東寶

## 音樂
| 類別   | 曲名                         | 作詞     | 作曲          | 編曲       | 歌手         |
| ------ | ---------------------------- | -------- | ------------- | ---------- | ------------ |
| 片頭曲 | 〈SUPER STAR〉（avex trax）  | 決明子   | 決明子、CHIVA | CHIVA      | 決明子       |
| 主題曲 | 〈〉（TOY'S FACTORY、TALTO） | Hattori  | Hattori       | 通心粉铅笔 | 通心粉铅笔   |
| 插入曲 | 〈天下春日部學院校歌〉       | 芝久保徹 | 芝久保徹      | 荒川敏行   | 春日部防衛隊 |

## 票房
日本票房：
首周票房亞軍，上映首三日動員27萬人入場，票房破3.07億日元，受著暑假假期及口碑良好影響，截至8月29日（暑假假期最後一日）票房收入超破15.1億日元，即使受到受2019冠狀病毒病疫情影響戲院50％入座率狀態，截至10月10日，達到17.2億日元票房，動員145萬人。
台灣票房：
首週票房季軍，破蠟筆小新電影首週票房排名最高記錄，首週三日全台票房490萬新台幣票房，動員2萬人，受著口碑良好影響，即使受到受2019冠狀病毒病疫情影響戲院50％入座率狀態，截至10月24日，台北票房破300萬，全台票房1719萬新台幣，動員7萬人，超越上年蠟筆小新：激戰！塗鴉王國與差不多四勇者總票房1630萬新台幣記錄。

## 外部連結
- 官方网站（日語）
- 互联网电影数据库（IMDb）上《蠟筆小新：謎案！天下春日部學院的怪奇事件》的资料（英文）
- Box Office Mojo上《蠟筆小新：謎案！天下春日部學院的怪奇事件》的资料（英文）
- 開眼電影網上《蠟筆小新：謎案！天下春日部學院的怪奇事件》的資料（繁體中文）
- Yahoo奇摩電影上《蠟筆小新：謎案！天下春日部學院的怪奇事件》的資料（繁體中文）
- 时光网上《蠟筆小新：謎案！天下春日部學院的怪奇事件》的資料（简体中文）
- 豆瓣电影上《蠟筆小新：謎案！天下春日部學院的怪奇事件》的資料 （简体中文）